# Tranzit Venere
Tranzit Venere podrazumeva prelaz Venere između Zemlje i Sunca kada ona zakloni deo Sunčeve vidljive površine. Nekada se pod Venerinim prelazom podrazumeva prelaz između Sunca i neke druge planete zbog kojeg tada Sunce izgleda zaklonjeno.
Prelazi su slični kao Sunčeva pomračenja Mesecom, ali iako je Venera tri puta veća od Meseca u prečniku, zbog njene blizine Suncu njeni prelazi izgledaju znatno drugačije, kao da je Sunce zaklonjeno samo jednom tačkicom. Zbog veće udaljenosti, Venerin prelaz traje duže u odnosu na prelaz Meseca i meri se u časovima. Poslednji njen prelaz 2012. godine, trajao je 6 sati 40 minuta.
Venerini prelazi su imali jako veliku istorijsku važnost zbog toga što su pomoću posmatranja tog prelaza napravljene prve realistične procene veličine Sunčevog sistema.
Sledeći Venerin prolazak se očekuje 2117. godine.

## Istorija posmatranja
Još su drevne civilizacije poput indijske, grčke, egipatske, vavilonske, kineske, posmatrale Venerino kretanje, iako nije poznato da li su zabeležili neki od Venerinih prelaza. Prvo predviđanje Venerinog prelaza napravio je Johan Kepler 1627. godine, proračunavši da će se to desiti 1631. godine. Međutim, zbog nepreciznosti njegovih metoda, on nije mogao da predvidi da će Zemlja u tom trenutku biti okrenuta tako da se prelaz ne može videti ni iz jednog dela Evrope, tako da posmatranje nije bilo ni izvršeno. Prvo pravo uspešno naučno posmatranje Venerinog prelaza izvršio je Džeremaja Horoks iz svoje kuće u Prestonu, u Ujedinjenom Kraljevstvu, 4. decembra 1639. godine.
Kepler je predvideo prelaze 1631. i 1761. godine. Prema njegovom proračunu, 1639. godine Venera bi prošla blizu, ali je Horoks ispravio njegov račun, videvši promenu u Venerinoj orbiti, tako da je shvatio da će se i te godine videti njen prolazak. Na osnovu posmatranja Horoks je odredio njenu udaljenost i veličinu, ali ništa nije bilo objavljeno do njegove smrti 1661. godine. Sledeće posmatranje Venerinog prelaza bilo je 1761. godine. Zabeležena su posmaztranja iz više opservatorija u Rusiji i sa Rta dobre nade. Godine 1769. Venerin prelaz je Džejms Kuk posmatrao sa Tahitija, Džin Baptist Šap Doteroš iz Donje Kalifornije u Meksiku, a posmatrano je i iz Norveške. Tako je više astronoma otputovalo iz Evrope na druge kontinente radi posmatranja. Naredni Venerini prelasci su bili 1874, 1882, 2004 i 2012. godine.
| Prošli Venerini prolasci | Prošli Venerini prolasci | Prošli Venerini prolasci | Prošli Venerini prolasci | Prošli Venerini prolasci | Prošli Venerini prolasci |
| Datum                    | Vreme                    | Vreme                    | Vreme                    | Napomene | Putanja                  |
| Datum                    | Početak                  | Sredina                  | Kraj                     | Napomene | Putanja                  |
| ------------------------ | ------------------------ | ------------------------ | ------------------------ | --- | ------------------------ |
| 23. nevembar 1396.       | 15:45                    | 19:27                    | 23:09                    | Poslednji prelaz koji nema svog para. |                          |
| 25–26. maj 1518.         | 22:46 25 maj             | 01:56 26 maj             | 05:07 26 maj             | |                          |
| 23. maj 1526.            | 16:12                    | 19:35                    | 21:48                    | Poslednji prelaz pre otkrića teleskopa. |                          |
| 7. decembar 1631.        | 03:51                    | 05:19                    | 06:47                    | Predvidio ga je Kepler |                          |
| 4. decembar 1639.        | 14:57                    | 18:25                    | 21:54                    | Prvi Venerin prelaz koje su posmatrali Horoks i Krebtri. |                          |
| 6. jun 1761.             | 02:02                    | 05:19                    | 08:37                    | Lomonosov, Šap Doteroš i drugi su posmatrali iz Rusije; Mason i Dikson su posmatrali sa Rta dobre nade (Južnoafrička Republika).                                |                          |
| 3–4. jun 1769.           | 19:15 3. jun             | 22:25 3. jun             | 01:35 4. jun             | Kuk na svom prvom putovanju za Tahiti sa zadatkom da posmatra prelaz, Šap Doteroš u San Hozeu (Donja Kalifornija) i Maksimilijan Hel u Vardou (Norveška).       |                          |
| 9. decembar 1874.        | 01:49                    | 04:07                    | 06:26                    | Pjietro Takini je vodio putovanje u Mudapur (Indija). Francuska grupa je išla do ostrva Kampbel (Novi Zeland) i britanska grupa naučnika je putovala na Havaje. |                          |
| 6. decembar 1882.        | 13:57                    | 17:06                    | 20:15                    | |                          |
| 8. jun 2004.             | 05:13                    | 08:20                    | 11:26                    | |                          |
| 5–6. jun 2012.           | 22:09 5. jun             | 01:29 6. jun             | 04:49 6. jun             | Bilo je vidljivo iz celog Tihog okeana i Istočne Azije, dok je početak prelaza bio vidljiv iz Severne Amerike i završetak iz Evrope.                            |                          |

## Ciklus Venerinih prelaza
Ne događa se da vidimo barem po jednom u svakom periodu kako Venera prolazi oko Sunca, jer se ravni nagiba putanja Venere u donosu na ravan putanje kretanja Zemlje razlikuju za 3,4°. Na ovoj razlici se najčešće događa da se Venera nađe iznad ili ispod Sunčevog diska. Venerini prelasci se pojavljuju 4 puta u 243 godine, razmak između prva dva pojavljivanja u ciklusu je 8 godina, između drugog i trećeg je 105,5 godina, a između trećeg i četvrtog 8 godina.

## Procenjivanje rastojanja i veličine Sunčevog sistema
Engleski astronom Edmund Hejli je 1716. godine objasnio metodu kojom se pomoću Venerinog prelaza može izmeriti veličina Sunčevog sistema. Ako dva posmatrača sa različitih lokacija na Zemlji posmatraju Venerin prolaz, na osnovu lučnog ugla između ta dva posmatrača i njihovog međusobnog rastojanja na Zemlji izračunava se rastojanje do Venere.
Da bi se izbegli problemi usled previše bliskih položaja posmatrača, Hejli je predložio drugu varijantu kada da se udaljenost može meriti iz male razlike u vremenu trajanja prelaza.

## Budući Venerini prelazi
| Budući Venerini prelazi  | Budući Venerini prelazi | Budući Venerini prelazi | Budući Venerini prelazi | Budući Venerini prelazi | Budući Venerini prelazi |
| Datum prelaza            | Vreme                   | Vreme                   | Vreme                   | Napomene | Putanja                 |
| Datum prelaza            | Početak                 | Sredina                 | Kraj                    | Napomene | Putanja                 |
| ------------------------ | ----------------------- | ----------------------- | ----------------------- | --- | ----------------------- |
| 10 – 11. decembra 2117.  | 23:58 10. decembra      | 02:48 11. decembra      | 05:38 11. decembra      | Potpun prelaz biće vidljiv iz Kine, Japana, Tajvana, Indonezije i Australije. Delimični prelaz vidljiv sa zapadne obale SAD-a, Indije, većeg dela Afrike i Bliskog istoka. |                         |
| 8. decembra 2125.        | 13:15                   | 16:01                   | 18:48                   | Potpun prelaz biće vidljiv iz Južne Amerike i istočnog dela SAD-a. Delimični prijelaz vidljiv iz zapadnog dela SAD-a, Evrope i Afrike.                                     |                         |
| 11. juna 2247.           | 08:42                   | 11:33                   | 14:25                   | Potpun prelaz biće vidljiv iz Afrike, Evrope i Bliskog istoka. Delimični prelaz vidljiv u Istočnoj Aziji, Indoneziji, Severnoj i Južnoj Americi.                           |                         |
| 9. juna 2255.            | 01:08                   | 04:38                   | 08:08                   | Potpun prelaz biće vidljiv iz Rusije, Indije, Kine i zapadne Australije. Delimični prelaz vidljiv u Africi, Euvropi i na zapadu SAD-a.                                     |                         |
| 12. – 13. decembra 2360. | 22:32 12. decembra      | 01:44 13. decembra      | 04:56 13. decembra      | Potpun prelaz biće vidljiv iz Australije i većeg dela Indonezije. Delimični prelaz vidljiv u Azije, Afrike i zapadnog dela Amerike.                                        |                         |
| 10. decembra 2368.       | 12:29                   | 14:45                   | 17:01                   | Potpun prelaz biće vidljiv iz Južne Amerike, zapadne Afrike i istočne obale SAD-a. Delimični prelaz vidljiv u Europi, na zapadu SAD-a i na Bliskom istoku.                 |                         |
| 12. juna 2490.           | 11:39                   | 14:17                   | 16:55                   | Potpun prelaz biće vidljiv iz većeg dela Severne i Južne Amerike, Zapadne Afrike i Evrope. Delimični prelaz vidljiv u Istočnoj Africi, na Bliskom istoku i Aziji.          |                         |
| 10. juna 2498.           | 03:48                   | 07:25                   | 11:02                   | Potpun prelaz biće vidljiv iz većeg dela Evrope, Azije, Bliskog istoka i Istočne Afrike. Delimični prelaz vidljiv u Istočnim Amerikama, Indoneziji i Australiji.           |                         |